# Roy Zimmerman

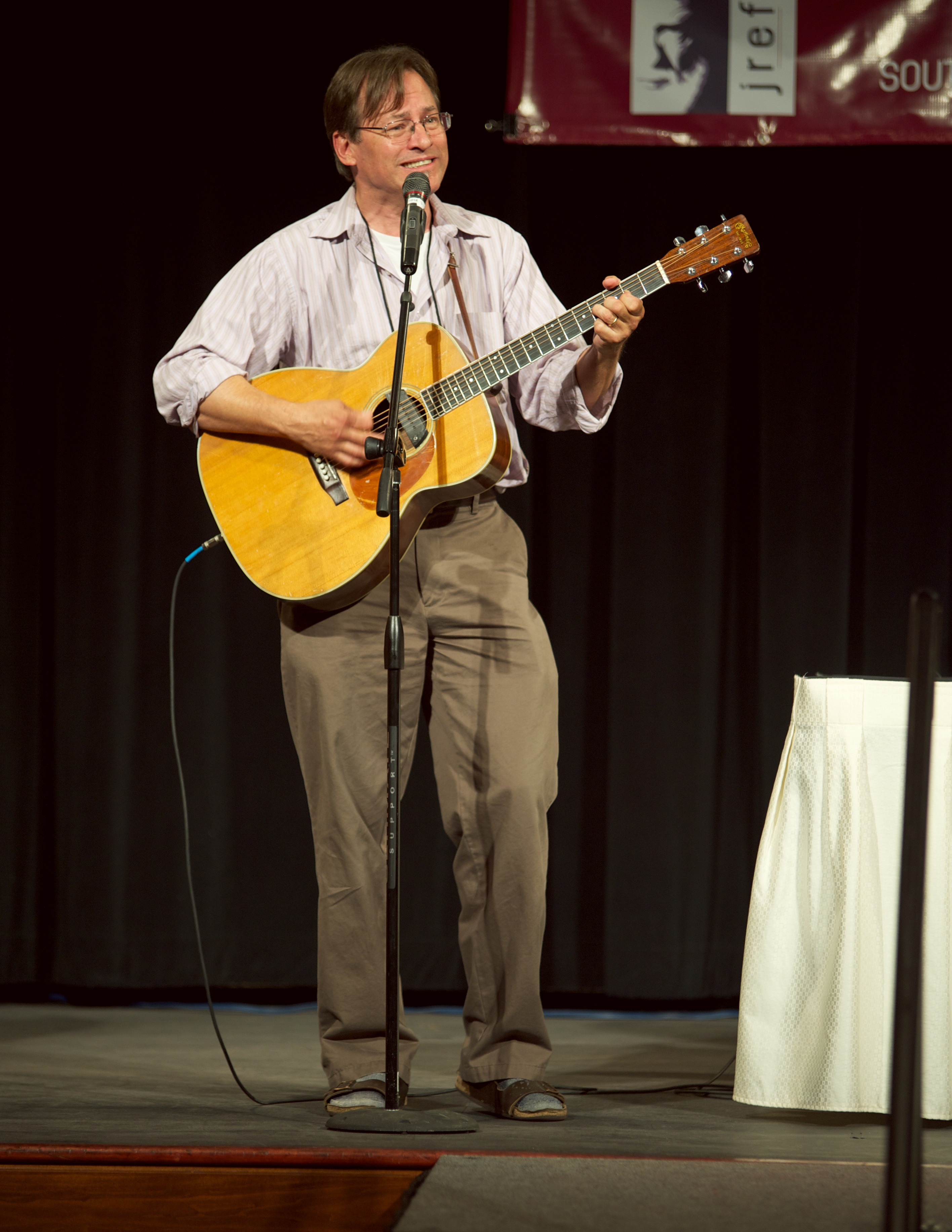
Roy Zimmerman während eines Auftritts (2010)

Roy Zimmerman (* 7. Oktober 1957) ist ein US-amerikanischer Musiker, Songwriter, Satiriker und Gründer des südkalifornischen Folk-Quartetts „The Foremen“. Dieses Quartett machte von sich reden, als es 1996 innerhalb eines Jahres auf den Parteitagen sowohl der US-Republikaner als auch der Demokraten spielte. Nach der Trennung von Zimmerman, der als Solo-Künstler arbeitete, existierte die Band noch einige Zeit weiter.
Roy Zimmerman lebt und arbeitet im nordkalifornischen Marin County zusammen mit seiner Frau und zwei Söhnen.

## Musik
Zimmermans Musik beinhaltet Satire über aktuelle US-Politik, Gesellschaft, religiösen Extremismus und Krieg. Dabei kritisierte er in besonderem Maße den Kreationismus („Creation Science“) und die Auslands- und Sicherheitspolitik der USA.
Als der evangelikale Prediger Ted Haggard, bekannt für seinen Kampf gegen Homosexualität, 2006 wegen „moralischer Verfehlungen“ (er hatte eine Affäre mit einem Callboy) von seiner Kirche entlassen wurde, nahm Zimmerman dies zum Anlass für ein satirisches Lied mit dem Titel Ted Haggard is completely heterosexual.
Im April 2020 veröffentlichte Zimmerman eine Parodie des Songs The Lion Sleeps Tonight namens The Liar Tweets Tonight, die sich auf der Videoplattform YouTube in kürzester Zeit verbreitete und innerhalb weniger Tage mehrere Millionen Mal aufgerufen wurde. Der Song befasst sich mit den zweifelhaften Äußerungen des amtierenden US-Präsidenten Donald Trump auf der Kurznachrichtenplattform Twitter zur COVID-19-Pandemie, fordert dessen Abwahl bei den Präsidentschaftswahlen im gleichen Jahr und enthält unter anderem folgende Textzeilen:

“In the White House, the mighty White House
The liar tweets tonight
In the West Wing, the self-obsessed wing
The liar tweets tonight
Vote him away
Vote him away
Vote him away
He says, "Hush you doctors, hush reporters
Hush you science nerds
Look, my ratings are through the roof
When I just say happy words"”

Bis zur letztlich erfolgreichen Abwahl Donald Trumps folgten drei weitere Interpretationen des Liedes, die jeweils den aktuellen Entwicklungen angepasst wurden.

## Zitat
“There’s nothing funny about World Peace. Social Justice never killed at the Comedy Store. If we ever attain a worldwide consciousness of peace and justice, I’ll be happily out of a job. But as long as there’s poverty, war, bigotry, ignorance, greed, lust and paranoia, I’ve got a career.”

„Der Weltfrieden ist nicht lustig. Soziale Gerechtigkeit war nie der Renner im Comedy-Geschäft. Falls wir je ein weltweites Bewusstsein für Frieden und Gerechtigkeit erreichen, werde ich glücklich meine Arbeit beenden. Aber solange es Armut, Krieg, Bigotterie, Ignoranz, Habgier und Paranoia gibt, habe ich eine Karriere.“

## Veröffentlichte Alben
- Comic Sutra (2007)
- Homeland / Security (2007)
- Peace Nick (2007)
- Faulty Intelligence (2007)
- Thanks for the Support (2008)
- Real American (2010)
- You’re Getting Sleepy (2011)